# 윤쾌병
윤쾌병(尹快炳, 1923년 ~ 2000년)은 한국야쿠르트를 창업한 사업가이자 축산학자, 수의사, 무술가이다. 
그는 일본 니혼 대학에서 수의학을 공부하고, 한국에 들어와 서울대학교 수의과대학교수, 건국대학교 축산대학학장 등으로 재직하였다. 1969년 한국야쿠르트를 창업하였다. 
일본 수도관의 도야마 간켄을 사사하여 공수도를 수련하였으며, 무술의 수련이 금지된 패전국 일본에서 한국인 신분으로 공수도장인 한무관을 설립 보호장비를 착용한 무술대련을 최초로 도입하였으며 후일 한무관은 전일본공수도연맹이 되었으며 현재는 전일본공수도연맹연무회로 존속하고 있다. 1949년 귀국하여 지도관을 설립하여 초기 태권도 성립의 기반이되었으며, 한국태권도협회 창립 부회장을 역입하였다.

## 같이 보기
- 지도관
- 관 (무술)